# Shalom H. Schwartz
Shalom H. Schwartz es un psicólogo social, investigador transcultural, autor de la teoría de Valores Humanos Básicos (valores universales como motivaciones y necesidades latentes). Contribuyó al estudio de la Escala de Valores en el contexto de la Teoría de Aprendizaje Social y de la Teoría Cognitiva Social.
Schwartz es profesor emérito de psicología desde 2002, en la Universidad Hebrea de Jerusalén, Israel. Tiene un doctorado en Psicología Social de la Universidad de Míchigan. Es además supervisor del “Laboratorio de Psicología Cultural” de la Universidad de Investigación Nacional en la Facultad de Economía de Moscú y colega honorario del Centro de Investigación Intercultural aplicada en Nueva Zelanda.

## Formación Académica
Después de terminar su maestría en psicología social y desarrollo grupal en la Universidad de Columbia y completar sus estudios rabínicos, Schwartz recibió su doctorado en psicología social de la Universidad de Míchigan y posteriormente enseñó en el departamento de sociología de la Universidad de Wisconsin-Madison. Entre 1971 y 1973, Schwartz fue profesor visitante en el departamento de psicología de la Universidad Hebrea, ese mismo año se convirtió en profesor interino de la misma. En 1979, Schwartz se mudó a Israel con su esposa y tres hijos. Se unió al departamento de psicología de la Universidad Hebrea, donde ocupa el cargo de León y Clara Sznajderman. Durante los años 1970 y 1980, Schwartz estaba siguiendo los estudios de Geert Hofstede sobre los valores humanos y se basó en ellos para su investigación sobre el comportamiento en pro de la sociedad y altruista. Su investigación ha incluido estudios sobre el desarrollo y las consecuencias de una variedad de actitudes y orientaciones conductuales, tales como creencias religiosas, orientación política y votación, relaciones sociales grupales, comportamiento del consumidor, así como la conceptualización de los valores humanos en todas las culturas. Ahora está jubilado, pero continúa su actividad de investigación, así como también desarrolla y promueve su teoría básica de los valores humanos.

## Teoría de Valores Humanos Básicos
La teoría de los valores humanos de Schwartz surge de la rama de la psicología social. Esta indaga en las estructuras de valores multidimensionales, y al igual que Inglehart coincide que los valores trabajan como una “variable intermedia entre el desarrollo económico y la democratización” (Jorge, 2016). Para Schwartz los valores representan concepciones de lo que un individuo acepta como legítimo o no, estos son actitudes y acciones representados en prácticas constantes que son estimuladas, estos sirven de guía para las personas. Los valores pueden ser abstractos o generales, y cada individuo es poseedor de un sistema específico de prioridades en relación con los valores. Sin embargo, se destaca que la forma en la que una persona actúa no depende únicamente de sus valores pero si intervienen e influyen cuando estos son significativos para el individuo (Jorge, 2016).

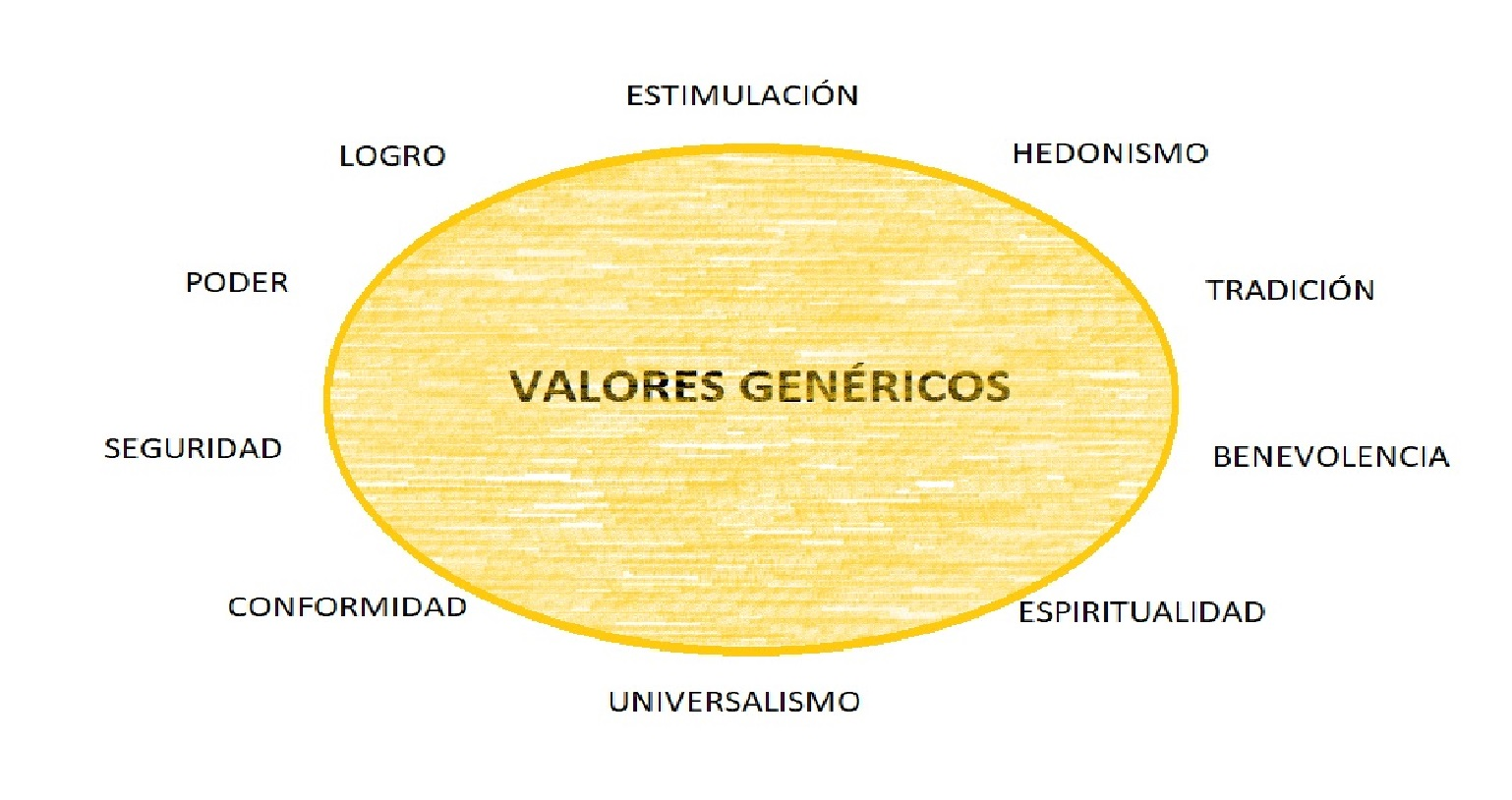

Schwartz, ha contribuido significativamente a los estudios interculturales a lo largo de su carrera profesional. Fue uno de los pioneros en indagar en las bases universales de los valores humanos. En uno de sus grandes estudios, “Universals in the content and structure of values: theoretical advances and empirical tests in 21 countries” dio a conocer la importancia e influencia de los valores en una gama amplia de contextos. En este estudio identificó los tipos de motivación emocional que se vinculan con el comportamiento humano. De igual manera, buscó explicaciones enfocadas a la variación de las asociaciones sistémicas a través de las culturas, y la importancia de las diferencias interculturales por el mundo. Schwartz identificó 10 valores básicos, o universales, partiendo de los requerimientos universales de la condición humana. Estos valores genéricos son: estimulación, hedonismo, logro, poder, seguridad, conformidad, tradición, benevolencia, espiritualidad y universalismo (Schwartz, 1992).

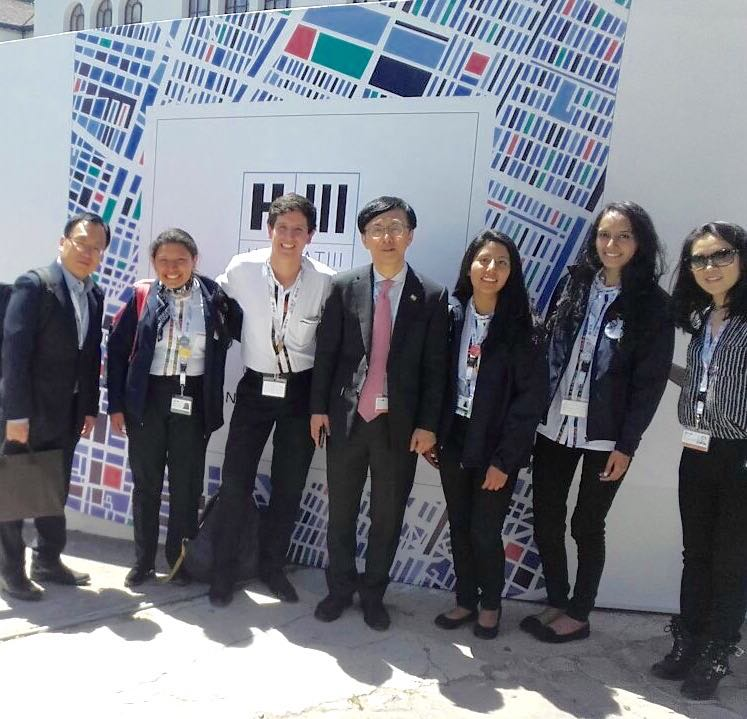
Diferencias Culturales Corea del Sur-Ecuador

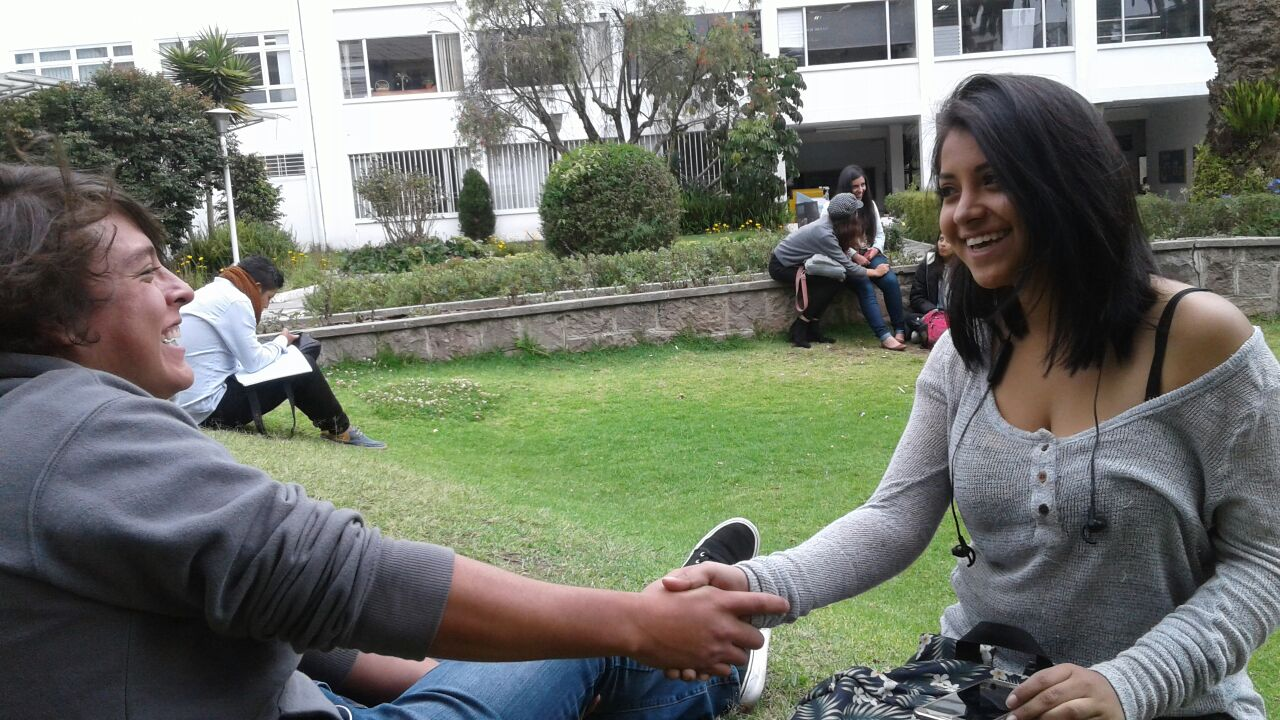
La tradición como ejemplo de valor genérico.

## Premios y distinciones
| Premio/Distinción                           | Año     | Referencia                                                                                   |
| Premio por su destacada carrera profesional | 2014    | Sección de Altruismo, Moralidad, y Solidaridad Social de la Asociación Sociológica Americana |
| Doctorado honorario                         | 2011    | Universidad de Helsinki                                                                      |
| Edición especial en honor a Shalom Schwartz | 2011    | Journal of Cross-Cultural Psychology (Volumen 42, pg.2)                                      |
| Miembro honorario                           | 2010    | Asociación Internacional de Psicología Transcultural                                         |
| Premio Israel                               | 2007    | Premio en Psicología                                                                         |
| Becario de Posgrado                         | 1992-96 | Fundación de Ciencia Nacional                                                                |
| Doctorado Honorario                         | 1986    | Seminario Teológico Judío de América                                                         |
| Miembro Honorario Internacional             | 1980    | Centro de Investigación Intercultural Aplicada, Universidad Victoria de Wellington, NZ       |
| Miembro Honorario Internacional             | 1971    | Sociedad Venezolana de Psicología Escolar                                                    |
| Miembro de Investigación                    | 1966-67 | Servicio de Salud Pública                                                                    |
| Beca Hyden                                  | 1965    | Universidad de Columbia                                                                      |
| Premio a la Humanidad                       | 1963    | Universidad de Columbia                                                                      |

## Publicaciones
- Schwartz, S. H. (2010). Basic values: How they motivate and inhibit prosocial behavior. In M. Mikulincer & P. Shaver (Eds.), Prosocial motives, emotions, and behavior: The better angels of our nature (221-241). Washington: American Psychological Association Press.
- Schwartz, S. H. (2011). Values: Individual and cultural. In S. M. Breugelmans, A. Chasiotis, & F. J. R. van de Vijver (Eds.), Fundamental questions in cross-cultural psychology (pp. 463-493). Cambridge: Cambridge University Press.
- Schwartz, S. H., Caprara, G. V., & Vecchione, M. (2010). Basic personal values, core political values, and voting: A longitudinal study. Political Psychology, 31, 421-452.
- Bilsky, W., Janik, M., & Schwartz, S. H. (2011). The structural organization of human values – Evidence from three rounds of the European Social Survey (ESS). Journal of Cross-Cultural Psychology, 42, 759-756.
- Sagiv, L., Schwartz, S. H., & Arieli, S. (2011). Personal values, national culture and organizations: Insights applying the Schwartz value framework. In N. N. Ashkanasy, C. Wilderom, & M. F. Peterson (Eds.), The handbook of organizational culture and climate. Second Edition (pp. 515-537). Newbury Park, CA: Sage.
- Piurko, Y., Schwartz, S. H., & Davidov, E. (2011). Basic personal values and the meaning of left-right political orientations in 20 countries. Political Psychology, 32, 537-561.
- Siegel, J. I., Licht, A. N., & Schwartz, S. H. (in press). Egalitarianism and international investment. Journal of Financial Economics.[5]